# Хаган, Эбенезер
Эбенезер Бенярко Хаган (англ. Ebenezer Benyarko Hagan; 1 октября 1975, Кумаси, Гана) — ганский футболист, полузащитник. Участник летних Олимпийских игр 1996 года.

## Биография
Эбенезер Хаган родился 1 октября 1975 года в ганском городе Кумаси.

### Клубная карьера
Начал профессиональную карьеру в 1993 году в клубе чемпионата Ганы — «Обуаси Голдфилдс». В 1995 году стал игроком греческого клуба «Каламата», где играли стразу три его соотечественника — Питер Офори-Квайе, Афо Доду и Сэмюэл Джонсон. В составе команды являлся игроком основного состава на протяжении трёх сезонов. В сезоне 1997/98 «Каламата» заняла предпоследнее 17 место в чемпионате Греции и вылетела во второй дивизион. Всего за команду провёл 71 матч и забил 8 голов.
Летом 1998 года подписал контракт с «Ираклисом», вместе с командой играл в Кубке УЕФА. За «Ираклис» играл в течение пяти лет и сыграл в чемпионате в 134 играх, забив при этом 15 мячей. В июле 2003 года перешёл в ПАОК, вместе с командой также играл в еврокубках, а в сезоне 2003/04 стал бронзовым призёром чемпионата Греции. Всего за ПАОК сыграл в 30 матчах и забил 4 гола. В начале 2005 года стал игроком кипрского АПОЭЛа. Вместе с командой стал серебряным призёром чемпионата Кипра, сыграв в 10 играх местного турнира, забив при этом 1 гол. Завершил карьеру в 2007 году в ганской команде «Секонди Хасаакас».

### Карьера в сборной
В составе национальной сборной Ганы выступал с 1994 года по 1997 год, проведя в составе сборной 12 игр и забив 1 гол. В июле 1994 года сыграл на Кубке Асикс, где Гана провела две игры против Японии.
В августе 1996 года главный тренер олимпийской сборной Ганы Сэм Ардай вызвал Эбенезера на летние Олимпийские игры в Атланте. В команде он получил 14 номер. В своей группе ганцы заняли второе место, уступив Мексики, обогнав при этом Южную Корею и Италии. В четвертьфинале Гана уступила Бразилии (2:4). Хаган сыграл во всех четырёх играх и забил гол в ворота Мексики.

## Достижения
- Бронзовый призёр чемпионата Греции (1): 2003/04
- Серебряный призёр чемпионата Кипра (1): 2004/05